# Franz Karl Ginzkey
Franz Karl Ginzkey, né à Pola (Littoral autrichien (Küstenland) en Autriche-Hongrie, maintenant Pula en Croatie) le 8 septembre 1871 et mort à Vienne le 11 avril 1963, est un officier austro-hongrois, poète et écrivain.
Son livre Hatschi Bratschis Luftballon a charmé des générations d'enfants.

## Récompenses et distinctions
- 1954 : Prix de la Ville de Vienne de littérature
- Grand prix d'État autrichien de littérature
- Anneau d’honneur de la ville de Vienne
- Membre du PEN club autrichien